# 2 cm 30호 전차포

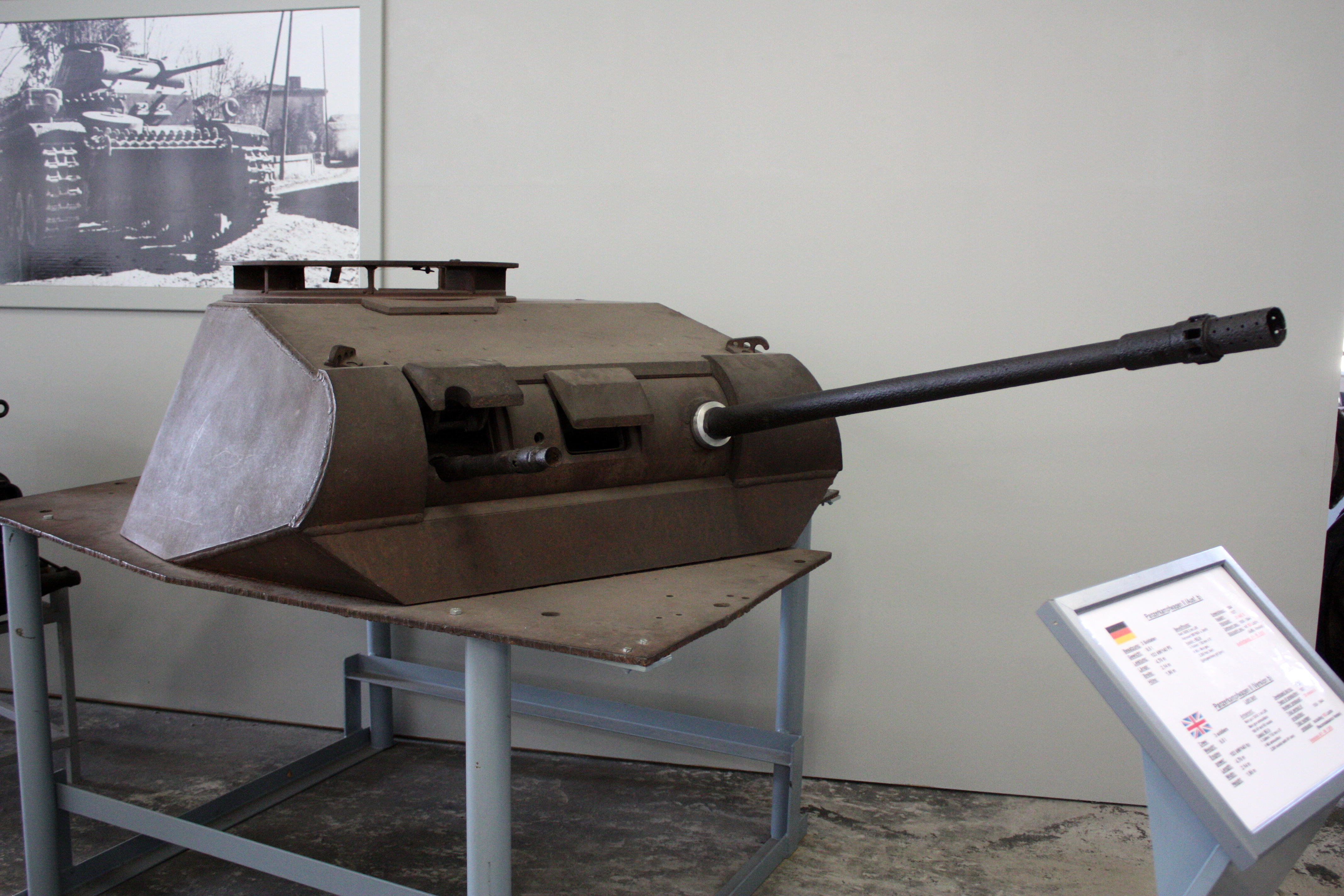
2호 전차 포탑의 30호 전차포.

2 cm 55 구경장 30호 전차포(독일어: 2 cm Kampfwagenkanone 30 L/55)는 독일의 경전차 2호 전차의 주무장이었던 전차포다. 스페인 내전과 제2차 세계대전 때 운용되었다. 제조사는 마우저와 라인메탈로, 1935년부터 생산했다.
하인켈 He 112 전투기 기관포로도 사용되었다. 개량형인 2 cm 55 구경장 38호 전차포(독일어: 2 cm Kampfwagenkanone 38 L/55)는 하노마크 장갑차에 대공포로 사용되었고, 전쟁 후기에는 사령관 지휘용 하노마크 장갑차의 3.7 cm 포를 이것으로 대체했다.